# Codes polaires
Ne doit pas être confondu avec Code polaire.
En théorie de l'information, les codes polaires sont une classe de codes correcteurs d'erreurs proposés en 2009 par Erdal Arıkan. 
Ces codes sont les premiers pour lesquels il est démontré qu'ils atteignent la capacité du canal pour les canaux sans mémoires symétriques. De plus, ils possèdent une faible complexité d'encodage et de décodage, soit de {\displaystyle O(N\log N)}. Ces particularités rendent les codes polaires très attrayants pour la recherche, les applications industrielles et les télécommunications.

## Polarisation des canaux
Les codes polaires reposent sur le phénomène de polarisation des canaux. C'est ce phénomène qui leur permet d'atteindre la capacité pour les canaux sans mémoires symétriques. 
Il s'agit d'effectuer une transformation sur {\displaystyle N} copies indépendantes d'un canal {\displaystyle W} de manière à obtenir un ensemble de {\displaystyle N} canaux (synthétiques) {\displaystyle \{W_{N}^{(i)}:1\leq i\leq N\}} tel qu'une partie des canaux synthétiques deviennent parfaitement sans bruit, donc n'ayant aucun effet sur l'information et une autre partie rendant les canaux parfaitement bruités. La fraction des indices {\displaystyle i} pour lesquels {\displaystyle W_{N}^{(i)}} sont des canaux sans bruit approche la capacité du canal de départ {\displaystyle W} lorsque {\displaystyle N} tend vers l'infini.

### Théorème de polarisation
Plus formellement, pour tout canal {\displaystyle W} sans mémoire symétrique et {\displaystyle 0<a<b<1}, on a les 3 limites suivantes :
- {\displaystyle \lim _{n\to +\infty }{\frac {1}{2^{n}}}\#\{s^{n}\in \{+,-\}:I(W^{s^{n}})\in [0,a)\}=1-I(W)}
- {\displaystyle \lim _{n\to +\infty }{\frac {1}{2^{n}}}\#\{s^{n}\in \{+,-\}:I(W^{s^{n}})\in [a,b]\}=0}
- {\displaystyle \lim _{n\to +\infty }{\frac {1}{2^{n}}}\#\{s^{n}\in \{+,-\}:I(W^{s^{n}})\in (b,1]\}=I(W)}

avec {\displaystyle I(W)} l'information mutuelle du canal {\displaystyle W}.

### Décodage
Il s'agit d'un décodage par annulations successives.

### Utilisations
Les codes polaires sont notamment utilisés sur les canaux de contrôle des réseaux mobiles 5G.